# Абабков, Тихон Иванович
Ти́хон Ива́нович Аба́бков (бел. Ціхан Іванавіч Абабкаў; 15 августа 1908, Коренец, Могилёвская губерния — 13 сентября 1984, Москва) — советский государственный и партийный деятель.

## Биография
Родился 15 августа 1908 в деревне Коренец Хотовижской волости Климовичского уезда Могилёвской губернии Российская империя (ныне в составе Кричевского района Могилёвской области Белоруссии).
Член ВКП(б) с 1929 года. Пропагандист, заведующий отделом Калатинского районного комитета ВЛКСМ (Свердловский округ). В 1929 году ответственный секретарь Калатинского районного комитета ВЛКСМ.
В 1932 году — директор Красноуральской школы ФЗУ. В 1933 году окончил Уральский горно-металлургический техникум. С 1933 года работал на металлургическом заводе, через полгода выбран секретарём парткома на руднике в Красноуральске.
В 1938—1939 годах — 1-й секретарь Кировградского районного комитета ВКП(б) (Свердловская область).
В 1939 году окончил Высшую школу парторганизаторов при ЦК ВКП(б). В 1939—1940 годах — заведующий сектором ЦК КП(б) Казахстана. С 1940 по июнь 1941 года — первый секретарь Лениногорского горкома партии.
26 июня 1941 — август 1943 — 1947 годы — секретарь ЦК Компартии Казахстана по цветной металлургии. С августа 1943 по 1945 год — заместитель секретаря ЦК Компартии Казахстана по цветной металлургии.
В 1945—1947 годах — заместитель секретаря по металлургии — заведующий отделом металлургии ЦК Компартии Казахстана.
В 1947—1952 годах — первый секретарь Карагандинского обкома партии.
В 1952—1953 годах — слушатель курсов переподготовки при ЦК ВКП(б).
С 9 декабря 1953 по 14 февраля 1958 года — первый секретарь Магаданского обкома КПСС.
С 25 февраля 1956 по 17 октября 1961 года — член Центральной ревизионной комиссии КПСС.
С февраля 1958 года — пенсионер.
Скончался 13 сентября 1984 года в Москве.

## Награды
- орден Отечественной войны I степени;
- орден «Знак Почёта»;
- медаль «За доблестный труд в Великой Отечественной войне 1941—1945 гг.».